# Narve
Narve (auch Narfi), OP († 1304) war ein norwegischer Ordensgeistlicher. Ab 1278 war er Bischof von Bergen.

## Herkunft und Ernennung zum Bischof
Die Herkunft von Narve ist unbekannt. Er gehörte dem Dominikanerorden an, wodurch er vermutlich eine gute geistliche Ausbildung bekommen hat. Wahrscheinlich auf Vorschlag von König Magnus lagabætir, der ein Förderer des Dominikanerordens war, wählte ihn das Domkapitel der Apostelkirche von Bergen 1278 zum Bischof. Da Narve Ordensgeistlicher war, musste er vom Papst zum Bischof ernannt werden.

## Politische Tätigkeit
Nach dem Tod von König Magnus 1280 kam zu einem schweren Konflikt zwischen der neuen Regierung, die für den minderjährigen König Erik II. die Regentschaft führte, und dem norwegischen Erzbischof Jon Raude. Dabei unterstützte Narve offenbar loyal den Erzbischof gegen die von Bjarne Erlingsson und Audun Hugleiksson dominierte Regierung. Nach dem Tod des Erzbischofs im schwedischen Exil 1282 suchte Narve aber die Aussöhnung mit der Regierung. Ab 1283 bezeugte er königliche Urkunden und 1285 gehörte er einer Gesandtschaft an, die nach Schweden und Dänemark reiste. Sie sollten Friedensverhandlungen mit den Hansestädten führen, mit denen es zu einem offenen Konflikt gekommen war. Offenbar war Narve zu dieser Zeit der einzige norwegische Bischof, der dem königlichen Rat angehörte. Als 1290 eine schottische Gesandtschaft Bergen erreichte, um der Königstochter Margarete als einziger Nachfahrin des schottischen Königs Alexander III. die schottische Krone anzubieten, befürwortete dies Narve. Er begleitete Margarete auf der Überfahrt nach Schottland, doch das Mädchen erkrankte und starb Ende September in den Armen des Bischofs auf Orkney. Narve brachte den Leichnam zurück nach Norwegen, wo er in Bergen beigesetzt wurde. Nach dem Tod von König Erik II. 1299 gehörte Narve auch dem Rat von dessen Bruder und Nachfolger Håkon Magnusson an.

## Tätigkeit als Geistlicher
1284 hatte das Domkapitel von Nidaros versucht, Narve als neuen Erzbischof vorzuschlagen. Da aber befürchtet wurde, dass er gegenüber dem König nicht energisch genug die Rechte der Kirche vertreten würde, verwarf eine kirchliche Kommission den Vorschlag. Als Narve versuchte, in einem Streit zwischen seinem Domkapitel und den Dominikanern in Bergen sich für seinen alten Orden einzusetzen, konnte er sich nicht gegen seine Kanoniker durchsetzen. Dennoch kam es zwischen ihm und den Kanonikern nicht zu solch erbitterten Konflikten wie in Nidaros gegen Erzbischof Jørund oder unter Bischof Arne in Stavanger. 1297 ernannte ihn Papst Bonifatius VIII. zum Richter für kirchliche Konflikte. Unter anderem entschied er in dem langjährigen Streit zwischen Erzbischof Jørund und seinem Domkapitel zugunsten des Domkapitels oder musste in einem Streit zwischen dem Lyse-Kloster und Fischern schlichten. Dazu begann er als Bischof mit der Anlage eines Urkundenregisters. Narve starb wahrscheinlich in Bergen. Nach seinem Tod kam es über seinen Beisetzungsort erneut zum Streit zwischen dem Dominikanerorden und dem Domkapitel. Erneut setzte sich das Domkapitel durch und Narve wurde in der Christuskirche nahe der Königsresidenz Holmen in Bergen beigesetzt.